# Христо Андонов – Полянски
 Тази статия е за югославския историк.  За българския революционер вижте Христо Андонов.  
Христо Андонов, известен с псевдонима Полянски (на македонска литературна норма: Христо Андонов-Полјански), е виден историк от Социалистическа Република Македония, дългогодишен професор в катедрата по история на Философско-историческия факултет и ректор на Скопския университет „Кирил и Методий“ (1984-1985).

## Биография
Роден е в 1927 година в Дойран, Югославия. Полянски е автор на 463 библиографски единици, от които 36 монографии. Завършва Философския факултет на Скопския унверситет. Най-важните му трудове са шест тома за Гоце Делчев, „Британската библиографија за Македонија“ („Британската библиография за Македония“), „Странскиот печат за Илинденското востание“ („Чуждият печат за Илинденското въстание“) и „Британски документи за историјата на македонскиот народ“ („Британски документи за историята на македонския народ“). Като историк Полянски е отговорен за многобройни фалшификации на историята и опити да се откъсне историята на Македония от българщината.
Полянски умира в Скопие през 1985 година.